# James Hardy Wilkinson
Pentru alte utilizări ale numelui James Wilkinson, consultați pagina James Wilkinson (dezambiguizare).
James Hardy Wilkinson (n. 27 septembrie 1919, Strood, Anglia — d. 5 octombrie 1986) a fost un matematician și informatician britanic, figură importantă în domeniul analizei numerice, domeniu cu aplicații în informatică, inginerie și fizică. 
1. 1 2 3   http://amturing.acm.org/award_winners/wilkinson_0671216.cfm, accesat în 5 martie 2016 Lipsește sau este vid: |title= (ajutor)
2. 1 2 3 4  MacTutor History of Mathematics archive
3. ↑  IdRef, accesat în 20 mai 2020